# Борисовський замок
Борисовський замок (біл. Барысаўскі замак) — оборонне укріплення, яке існувало в XIII-XVII століттях. Був побудований поблизу селища Борисов на лівому березі річки Березини. Замок був дерев'яно-земляним укріпленням, оточеним глибоким ровом з водою. З часом будівлі розширювались. 

## Архітектура та стиль

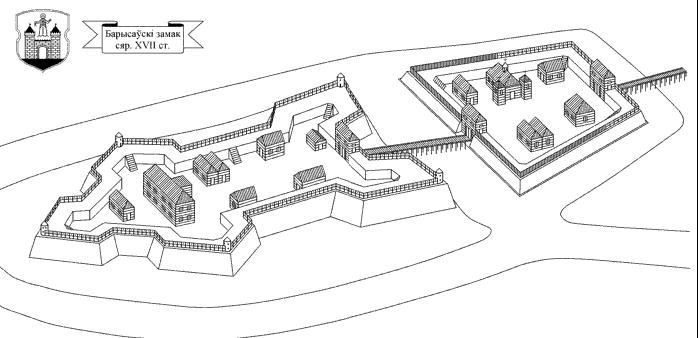
Борисовський замок у XVII ст.

Борисовський замок знаходився між річкою Березиною та її притокою Прилею, яка наповнювала рів навколо нього  водою. Замок займав площу 2 га і був оточений високим земляним валом з дерев'яними стінами та вежами. План мав овальну форму, п’ять бастіонів та фортечне укріплення, яке відокремлювалося ровом з водою. 
Борисівський замок був побудований у період з кінця XII до початку XIV століття, після того як місто Борисов було перенесено на 4 км вниз по річці Березина. 
Замок залишив у своїх гостей різні враження. Наприклад, у січні 1593 р. московський писар Трифан Карабейников писав, що він "дерев'яний, маленький, біля водойми, а через річку в напрямку Мінська побудований дерев'яний міст довжиною 200 сажень". У серпні того ж року посол австрійського імператора Микола Воркач зазначив, що поблизу Борисова є "досить великий замок, весь побудований з дерева". 
За джерелами польського історика А. Гваньїні, в XVI ст. замок був укріплений вежами та стінами для посиленої оборони від артилерійських обстрілів та штурму ворогами. 
Замок мав стратегічне значення, оскільки він контролював судноплавний шлях від Балтії до Чорного моря та сухопутний шлях до центру Білорусі. 
У результаті воєн між Річчю Посполитою та Московською державою Борисовський замок багато разів відновлювався та перебудовувався.     

## Історія
У 1514 році Борисов був обложений військами російських воєвод, але замок їм не вдалося взяти. Спроби російських воєвод захопити замок повторювались багато разів. Під час Лівонської війни 1558-1583 рр. у замку постійно знаходився гарнізон солдатів. 
Замок значно постраждав під час російсько-польської війни - після тривалої битви 19 червня 1655 року замок було взято та спалено. Однак незабаром цар Олексій Михайлович наказав відбудувати замок, для швидкої реставрації замку були зігнані селяни з навколишніх сіл. Війна затягнулася, і замок стали ретельніше зміцнювати, підкреслюючи оборонні функції. 
У 1657 році В. Шереметьєв доповів цареві, що "замок зроблений з чотирьох стін, а між стінами засипаний піском". Для подачі води вони зробили таємний прохід до Березини, викопали криницю, звели житлові та садибні споруди, переважно для хліба. 
Під час російсько-польської війни 1654-67 років російський воєвода Ю. Баратинський вирушив до замку з 700 солдатами та драгунами. Їх завданням було зайняти місто замком і розбити загін шляхтича К. Поклонського, який втік з Могилева після непорозуміння з російським царем. В результаті боїв загін шляхтича Поклонського зазнав поразки і був змушений відступити до Мінська. Однак російський воєвода не зміг взяти замок, оскільки гарнізон зумів відбити повторні напади. Тоді на Борисов була кинута група військ воєводи Б. М. Хитрого. Після довгої битви замок було взято та спалено. Залишки гарнізону змушені були відступити на правий берег Березини та спалити міст за собою. 
У 1658 році замок двічі переходив з рук в руки і дуже постраждав від нього, а наступного року російські війська відбудовували замок. У верхній частині валу поставили соснові зруби з подвійними стінками вище 3,5 аршинів та бійниці з широким діапазоном обстрілу. 
Борисовський замок виконував ще одну функцію. На той час це був склад і перевалочна база для трофейних обладунків та продуктів: трофейної зброї, запасів сухарів, солоду, злаків, гороху, борошна, жита, вівса, пшениці, квасолі тощо, також був запас пороху, ядер та куль. Тільки наприкінці 1660 р. із замку до Смоленська та Москви було відправлено 73 гармати, 252 пуди пороху, 290 пудів свинцевих та мушкетних куль. Звідси вивезли значну кількість кваліфікованих ремісників з білоруських та литовських міст, вантажівки з бойовою бронею - бронею, холодною зброєю. Під час облоги або несподіваного нападу гарнізон замку міг використати всі припаси, привезені туди, що було зроблено в 1661 році. 
У червні 1661 р. Борисовський замок був постійно в облозі. Нечисленні російський гарнізон не міг утримувати захист по периметру замку, тому незабаром укріплення спалили на дві третини. Завдяки запасам обладунків та хліба замок цілий рік витримував облогу загонів С. Чернецького, В. В. Оловича, А. Русецького та піхотного полку П. Сапеги. 9 липня 1662 року виснажений гарнізон покинув замок і відступив на схід. 
Пізніше на місці замку збудували кам'яний двоповерховий будинок, який називали тюремним замком. Його оточувала кам’яна стіна. 
Наприкінці XVII ст. Борисовський замок був відбудований, а його бастіонні укріплення знаходились у хорошому стані до кінця XVIII століття. У середині XIX ст. на місці гнилих будівель замку був побудований новий - тюремний - замок.   

## Сучасний стан
У 1920 р. під час польсько-радянської війни лінія фронту довгий час пролягала вздовж Березини, а будівля в’язниці була значно пошкоджена обстрілами. Після Другої світової війни замок був занедбаний і почав руйнуватися. Донині  збереглися лише частина тюремного замку, частина цегляної огорожі та канави, заповнені водою. 
Відповідно до державної програми «Замки Білорусі» на 2013-17 роки територію збирались благоустроїти, розвивати зону відпочинку.   